# Mount Kosko
Mount Kosko är ett berg i Antarktis. Det ligger i Östantarktis. Australien gör anspråk på området. Toppen på Mount Kosko är 1 793 meter över havet.
Terrängen runt Mount Kosko är bergig. Trakten är obefolkad. Det finns inga samhällen i närheten.